# Václav Holub
Václav Holub (8. srpna 1909 Hodonín u Vimperka – 10. května 2004 Londýn) byl český a československý politik Československé sociální demokracie, poválečný poslanec Prozatímního a Ústavodárného Národního shromáždění. Po únorovém převratu žil v exilu.

## Biografie
Vyučil se zedníkem. V letech 1926–1930 absolvoval stavební průmyslovou školu ve Volyni. V letech 1924–1930 pracoval jako sezónní stavební dělník v Košicích, během 30. let pak byl stavbyvedoucím na různých místech Slovenska a Podkarpatské Rusi. V letech 1934–1938 zastával post technického úředníka na radnici v Košicích. Od mládí se politicky angažoval. Od roku 1923 byl členem sociální demokracie. V letech 1934–1938 byl místopředsedou Ústředí sociálně demokratické mládeže a v letech 1938–1939 patřil k předákům mládežnické organizace nově ustavené Národní strany práce. Byl aktivní v Národním hnutí pracující mládeže a v letech 1939–1940 zastával post generálního tajemníka mládeže při Národním souručenství. Za protektorátu byl aktivní v domácím odboji. Mezi lednem a březnem 1940 se skrýval před zatčením a pak unikl spolu s Václavem Majerem do exilu. Přes Slovensko a Maďarsko se dostal na západ. V letech 1940–1945 sloužil v československé zahraniční armádě ve Francii a Velké Británii. Byla mu udělena četná československá, francouzská a britská státní vyznamenání. Přispíval do vysílání BBC. V březnu 1945 byl jedním z delegátů sociálních demokratů na moskevských jednáních, jejichž výsledkem byl Košický vládní program.
Po návratu do ČSR se opět politicky angažoval. Od dubna do června roku 1945 zastával post generálního tajemníka sociální demokracie a v letech 1945–1948 byl členem ústředního výkonného výboru strany. V letech 1945–1946 byl poslancem Prozatímního Národního shromáždění za ČSSD. Poslancem byl do parlamentních voleb v roce 1946. Po nich se stal poslancem Ústavodárného Národního shromáždění, opět za sociální demokraty. Zde zasedal formálně až do voleb do Národního shromáždění roku 1948. Byl aktivní v organizacích sdružujících bývalé zahraniční československé vojáky.
V rámci ČSSD patřil ke křídlu, které odmítalo její sbližování s Komunistickou stranou Československa a oponovalo Zdeňku Fierlingerovi. Byl spojencem Václava Majera a podpořil jeho postup během vládní krize v únoru 1948. Po únorovém převratu v roce 1948 byl vyloučen z ČSSD (tu již nyní ovládalo prokomunistické křídlo). V březnu 1948 emigroval. Přesídlil do Londýna. Stal se administrativním ředitelem textilního podniku a politicky se angažoval v exilové sociální demokracii. V ní zastával od května 1948 post člena představenstva v letech 1950–1969 generálního tajemníka (počátkem roku 1969 odstoupil, podle jiného pramene až roku 1970). V letech 1950–1964 vydával a redigoval časopis Demokracie a socialismus. Zastupoval exilovou Československou sociální demokracii v mezinárodních organizacích středolevých stran (Socialistická internacionála, Socialistická unie střední a východní Evropy). Byl předsedou oblastní organizace Rady svobodného Československa ve Velké Británii. V roce 1958 se mu podařilo díky kontaktům s politiky z Labour Party ovlivnit návštěvu sovětského vůdce Nikity Sergejeviče Chruščova ve Velké Británii. Chruščov musel čelit tomu, že labourističtí poslanci v parlamentu přečetli seznam vězněných československých sociálních demokratů. Sovětský předák pak spěšně opustil schůzku s britskými politiky. V roce 1990 se Holub účastnil obnovovacího sjezdu ČSSD v Praze. Roku 1991 byl v Československu povýšen do hodnosti plukovníka ve výslužbě.